# Aleksandra Kruk
Pour les articles homonymes, voir Kruk.
Aleksandra Kruk est une ancienne joueuse de volley-ball polonaise née le 29 octobre 1984 à Elbląg. Elle mesure 1,80 m et jouait au poste de réceptionneuse-attaquante. Elle a totalisė 16 sélections en équipe de Pologne. 

## Clubs
| Club                  | De        | À         |
| --------------------- | --------- | --------- |
| Truso Elbląg          | 1993-1994 | 1997-1998 |
| Gedania Gdańsk        | 1998-1999 | 2006-2007 |
| AZS AWF Poznań        | 2007-2008 | 2007-2008 |
| Impel Gwardia Wrocław | 2008-2009 | 2008-2009 |
| Atom Trefl Sopot      | 2009-2010 | 2009-2010 |
| AZS Białystok         | 2010-2011 | 2011-2012 |
| Budowlani Łódź        | 2012-2013 | 2012-2013 |
| AEK Athènes           | 2013-2014 | 2013-2014 |
| Wisła Varsovie        | 2014-2015 | 2014-2015 |

## Palmarès
- Championnat de Grèce
  - Finaliste : 2014.